# Ryszard Szmydki
Ryszard Szmydki (ur. 26 kwietnia 1951 w Terebiskach) – polski duchowny rzymskokatolicki, oblat, doktor teologii dogmatycznej, prowincjał Polskiej Prowincji Misjonarzy Oblatów Maryi Niepokalanej w latach 2010–2014, sekretarz generalny Papieskiego Dzieła Rozkrzewiania Wiary w latach 2014–2017, podsekretarz Dykasterii ds. Ewangelizacji (do 2022 Kongregacji Ewangelizacji Narodów) od 2017.

## Życiorys
Urodził się 26 kwietnia 1951 w Terebiskach. Ukończył Niższe Seminarium Duchowne Misjonarzy Oblatów w Markowicach, gdzie w 1969 złożył świadectwo dojrzałości. Następnie rozpoczął nowicjat w zakonie Zgromadzenia Misjonarzy Oblatów Maryi Niepokalanej. Pierwszą profesję złożył 8 września 1970, a śluby wieczyste 21 stycznia 1977 w kameruńskim Figuil. Tam również otrzymał święcenia diakonatu. 2 lipca 1978 został wyświęcony na prezbitera przez Jana Mazura, biskupa diecezjalnego siedleckiego. Uzyskał licencjat z teologii dogmatycznej na Papieskim Uniwersytecie Gregoriańskim oraz doktorat na Katolickim Uniwersytecie Lubelskim. 
W 2010 został wybrany prowincjałem Polskiej Prowincji Misjonarzy Oblatów Maryi Niepokalanej na trzyletnią kadencję. 13 września 2012 mianowany na kolejną trzyletnią kadencję. 
2 kwietnia 2014 roku został mianowany sekretarzem generalnym Papieskiego Dzieła Rozkrzewiania Wiary w Kongregacji Ewangelizacji Narodów w Rzymie. Urząd objął 1 maja 2014.
28 września 2017 papież Franciszek mianował go podsekretarzem Kongregacji Ewangelizacji Narodów.